# 임보
임보(任溥)는 고려의 관리·척신으로 본관은 장흥이다. 시중 임원후의 셋째 아들로 고려 인종의 제3비 공예왕후와는 남매 사이다. 딸은 최충헌의 두 번째 아내가 되었다.

## 생애
어려서부터 뛰어나게 총명했으며 글을 잘 지었다. 임원후가 죽자 의종이 외척 세력을 억제했기 때문에 그 여파로 스무 살이 되도록, 즉 의종 재위 시기에는 관직에 오르지 못했다.
1170년에 일어난 무신 정변으로 의종이 폐위당하고 명종이 즉위하자 예빈주부(禮賓注簿)로 임명되고 합문지후(閤門祗候)가 되었으나 사직한 뒤 과거에 응시하여 을과(乙科)에 급제했다. 여러 차례 승진해 이부시랑(吏部侍郞)에 이르렀다. 죽은 뒤 이부상서(吏部尙書)·한림학사(翰林學士)에 추증되었다.

## 전기 자료
- 《고려사》 권95, 〈열전〉8, 임의 부 임보